# Coccothrinax pumila
Coccothrinax pumila là loài thực vật có hoa thuộc họ Arecaceae. Loài này được Borhidi & J.A.Hern. mô tả khoa học đầu tiên năm 1993.